# Життя Поділля
«Життя́ Поді́лля» — демократична щоденна газета, що виходила в Кам'янці-Подільському від 15 грудня 1918 року до 10 травня 1919 року.

## Історія газети
Ініціатором видання була Подільська губернська народна управа. Видання підтримувало місцеве товариство «Просвіта».
Першим редактором газети був професор Леонід Білецький, а секретарем Володимир Січинський.
Від початку 1919 року газета стала органом місцевого соціалістичного блоку, в якому провідна роль належала представникам Української партії соціалістів-революціонерів. Користуючись перебуванням у цей час у Кам'янці-Подільському Михайла Грушевського, його запросили очолити редакцію. Її секретарем став Аркадій Животко.
Газета об'єктивно висвітлювала тогочасні політичні події, історію права українського народу, стояла на захисті його культури.
З приходом у Кам'янець-Подільський більшовиків газета перестала виходити. На той час було видрукувано 144 номери.